# علم النفس المروري
علم النفس المروري (بالإنجليزية: Traffic psychology)‏ هو فرع علم النفس الذي يدرس العلاقة بين العمليات النفسية وسلوك مستخدمي الطريق والمرور. ويهدف علم النفس المروري بشكل عام إلى تطبيق الجوانب النظرية لعلم النفس من أجل تحسين حركة المرور من خلال المساعدة في تطوير وتطبيق التدابير المضادة للحوادث، وكذلك عن طريق توجيه السلوكيات المرغوبة من خلال التعليم ودافعية مستخدمي الطريق.
كثيرا ما يتم دراسة السلوك بالاشتراك مع أبحاث الحوادث من أجل تقييم أسباب واختلافات الحوادث. ويميز علم النفس المروري ثلاثة دوافع لسلوك السائق: السلوك المنطقي أو المخطط، والسلوك الانفعالي أو العاطفي، والسلوك المعتاد. بالإضافة إلى ذلك، يتم استخدام التطبيقات الاجتماعية والمعرفية لعلم النفس، مثل حملات التثقيف في مجال السلامة على الطرق، وكذلك برامج العلاج وإعادة التأهيل.
يتم تطبيق جوانب نظريات نفسية عصبية واسعة في مجال الإدراك، والحركية-الحسية في مجال علم النفس المروري. ويتم استخدام دراسات لعوامل مثل الانتباه والذاكرة والإدراك المكاني وقلة الخبرة والتوتر والسكر ومثيرات التشتيت/الغموض والإجهاد والمهام الثانوية مثل المحادثات الهاتفية لفهم والتحري عن تجارب وأفعال مستخدمي الطريق.